# 슬리핑퀸즈
슬리핑퀸즈(Sleeping Queeens)는 미란다 에버츠가 6살 소녀 시절에 꿈에서 본 상상의 이미지를 바탕으로 만들어진 스테디셀러 패밀리 보드게임이다. 당시 2005년 미국의 게임라이츠(Gamewrights)사, 2012년 대한민국의 생각투자 주식회사(AURUM,inc)에 의해 출시되었다. 게임은 2~5명이 할 수 있다.

## 게임 정보
2005년 발매 이후, 2015년에 10주면 기념판으로 틴 케이스 버젼이 발매되었다.

## 게임의 구성
슬리핑퀸즈의 구성은 다음과 같다.
- 카드 79장

### 카드의 구성
- 여왕카드 12장
- 왕 카드 8장 (중앙에 잠자는 여왕을 깨운다.)
- 기사 카드 4장 (상대방의 깨어난 여왕카드 1장을 빼앗는다.)
- 용 카드 3장 (상대방이 사용한 기사카드를 무효화 시킨다.)
- 잠자는 물약 카드 4장 (상대방의 깨어난 여왕을 다시 잠재운다. 다시 여왕 카드들이 있는 장소에 놓는다.)
- 요술 지팡이 카드 3장 (잠자는 물약 카드를 무효화 시킨다.)
- 광대 카드 5장 (뽑는 카드 더미에서 새로 카드를 뽑는다. 새로 뽑은 카드가 파워카드이면 자신의 차례를 한번 더 진행한다. 만약 일반 숫자카드라면 그 카드를 뽑은 플레이어를 포함해서 왼쪽 방향으로 플레이어들을 헤어려, 카드에 있는 숫자와 같은 숫자의 플레이어가 가운데 있는 잠자는 여왕 카드 1장을 깨워서 가져온다.
- 1~10 숫자카드 각 4장

## 목적
슬리핑퀸즈 게임은 점수 경쟁과 셋 콜렉션 시스템이 결합되어 있다. 플레이어가 2~3명일 때는 여왕카드 5장을 모으거나, 점수 50점을 얻어야 한다. 플레이어가 4~5명 일 때는 여왕카드 4장을 모으거나 점수 40점을 얻어야 한다. 또는 모든 여왕들이 깨어났을 때 가장 많은 점수를 획득해야 한다. 따라서 상황에 따라 승리할 수 있는 방법이 다르다.